# Frank (Richard Ford)
Frank (amerik. Originaltitel: Let Me Be Frank with You) ist ein Gesellschaftsroman des US-amerikanischen Autors und Pulitzer-Preisträgers Richard Ford aus dem Jahr 2014. Die Originalausgabe übersetzte Frank Heibert 2015 ins Deutsche.

## Inhalt
Der Roman besteht aus vier Novellen. Die Rahmenhandlung bildet der Hurrikan Sandy, der im Jahr 2012 auf seiner Zugbahn über New Jersey erhebliche Schäden verursachte.
Protagonist des Romans ist erneut Frank Bascombe, ein ehemaliger Sportreporter und Immobilienmakler, wie bereits in Fords Romanen Der Sportreporter, Unabhängigkeitstag und Die Lage des Landes. 2023 schloss Valentinstag die Reihe ab.

### Erste Novelle: „Ich bin da“
Der Ex-Makler Frank Bascombe (68) bekommt einen Anruf von Arnie Urquhart, der vor sechs Jahren dessen Haus in Sea-Clift gekauft hatte. Der Hurrikan Sandy hat das Haus verwüstet und Arnie hat Angst vor auftauchenden Spekulanten. Frank fährt nach Sea-Clift als Arnies „Zeuge“ und wird Augenzeuge der Verwüstungen: Ein Teppich aus Meeres- und Sandstrand ist auf die Straßen und Freiflächen gespült und unter allen verwüsteten Autos verteilt worden, als hätte sich die Küste hier über Nacht in Riad verwandelt. Es ist eine Kriegszone nach der Schlacht und dabei alles auf seine Weise absolut friedlich und ordentlich.

### Zweite Novelle: „Könnte alles viel schlimmer sein“
In seinem Haus in Haddam erhält Frank Bascombe unerwarteten Besuch von einer ihm unbekannten Person, Mrs. Pines. Die ehemalige Lehrerin, eine Schwarze, ist Opfer des Hurrikans Sandy und möchte das Haus sehen, in dem sie früher mit ihren Eltern und ihrem Bruder lebte. Nach und nach gibt sie das Geheimnis des Hauses preis, der Vater hatte hier die Mutter und den Bruder getötet. Sie selbst war dem Anschlag nur entgangen, da sie verspätet nach Hause gekommen war. Die persönliche Katastrophe dieser Frau nimmt Frank distanziert zur Kenntnis.

### Dritte Novelle: „Das neue Normal“
Frank besucht seine Ex-Frau Ann in einem exklusiven Altenheim: Es ist tapfer von ihr, mich hier zu empfangen, denn ich registriere das Fortschreiten ihres Leidens wie einer der Sensoren, die ihren Niedergang dokumentieren, von der Blüte, die immer so mit ihr verbunden zu sein schien, nur noch bergab. Ann ist an Parkinson erkrankt, schafft es aber immer noch, Frank herabzuwürdigen. Die Ehe mit Frank war am frühen Tod des gemeinsamen Sohnes Ralph zerbrochen.

### Vierte Novelle: „Der Tod anderer“
Frank verfolgt eine Radioshow, in der sich Eddie „Olive“, ein ehemaliger Mitarbeiter Franks, zu Wort meldet und von seinem bevorstehenden Tod spricht. Frank überwindet seinen Ekel vor dem Siechtum und besucht den todkranken Eddie. Dieser gesteht ihm eine frühere Affäre mit Ann. Das Geständnis nimmt Frank recht gleichgültig zur Kenntnis: Eine Wunde, die man nicht spürt, ist keine Wunde. Die Zeit heilt alles, fast alles.

## Entstehungsgeschichte
Richard Ford erklärt in einem Interview mit Richard Stein in der Welt vom 30. September 2015, dass er mit seiner Frau Kristina im November 2012 nach Toms River gefahren sei. Da die Polizei die Brücke zur Barriereinsel bereits gesperrt hatte, habe er nirgendwohin gekonnt und auch nicht viel von dem Hurrikan wahrgenommen. Er habe angefangen über die Konsequenzen des Hurrikans nachzudenken, auch über die Folgewirkungen, die man nicht sehen konnte. So habe er beschlossen, einige Geschichten über die Auswirkungen der Katastrophe zu schreiben, die nicht in den Nachrichten vorkommen würden. Frank Bascombe erschien ihm als der natürliche Erzähler dieser Geschichten, weil er in seinem virtuellen Leben immer in diesem Landstrich gelebt habe. Außerdem verfügte er als Gesprächspartner schon über eine große Leserschaft.

## Stil
Die erzählte Zeit des Romans umfasst einige wenige Tage nach dem Eintreten der Naturkatastrophe. Der Ich-Erzähler räsoniert über das Alter, die Zeit und den Tod. Sowohl die persönlichen Katastrophen der handelnden Personen als auch die Naturkatastrophen sind ein Abbild von Fords Lebens- und Gesellschaftsbetrachtungen. Richard Ford malt in selbstironischem Ton ein melancholisches Bild von persönlichen Krisen und den Krisen seines Landes, der Vereinigten Staaten von Amerika.

## Rezeption
Die deutsche Literaturkritik nahm Fords Roman Frank fast durchweg positiv auf. Joachim Scholl von Deutschlandradio Kultur gefällt der selbstironische Grundton des Werkes und sein positives Fazit lautet: Man möchte genauso altern wie dieser Frank: Ganz zufrieden, klar in der Birne und immer gut für einen flotten Spruch.
Gerrit Bartels vom Tagesspiegel sieht hinter den ernsten Lebens- und Amerika-Betrachtungen auch viel Komik und eine selbstironische Distanz des Autors. Die Stimme Franks bekomme man auch nach der Lektüre kaum aus seinem Kopf. In der Rezension des Romans im Spiegel erwähnt Christian Buß, Richard Ford erwecke diesen wunderbar geschmeidigen Matter-of-fact-Sound, mit der Bascombe schwerste Krisen im leichtesten Ton beschreibt. Christoph Bartmann merkt in der Süddeutschen Zeitung an, dass es Richard Ford nicht immer gelinge, die Figurenrede mit seiner eigenen Kulturkritik in Deckung zu bringen und spricht anschließend vom kalauernden Alltagphiliosphen Frank. Bartmanns Kritik gipfelt in der Erkenntnis: Und was sagt uns das alles über Amerika? Vielleicht nur, dass auch der mittelständische Gesellschaftsroman irgendwann in Rente gehen muss. Und dass danach noch lange nicht Schluss ist.